# Radio Vega
Radio Vega è il terzo album in studio della cantautrice italiana Rose Villain, pubblicato il 14 marzo 2025 dall'etichetta Warner Music Italy.
L'album contiene il brano Fuorilegge, con cui la cantautrice ha gareggiato al 75º Festival di Sanremo, classificandosi al diciannovesimo posto al termine della manifestazione.

## Antefatti e descrizione
Il disco è il terzo ed ultimo capitolo della Radio Trilogy, trilogia iniziata nel 2023 con la pubblicazione del primo album, Radio Gotham, e proseguita nel 2024 con la pubblicazione del secondo album, Radio Sakura. Il progetto è stato annunciato il 7 febbraio 2025, alcuni giorni prima dalla partecipazione della cantautrice al 75º Festival di Sanremo con il brano Fuorilegge. La lista tracce e i featuring contenuti nel disco sono stati rivelati il successivo 10 marzo.
Il progetto discografico si compone di tredici tracce scritte dalla stessa Rose Villain con la collaborazione di autori e produttori, tra cui Pietro Miano, in arte Chef P, Nicola Lazzarin, in arte Cripo, Andrea Gamba, in arte Daykoda, Vincenzo Di Bacco, in arte Dbackinyahead, Ludovico Marino, in arte Loudly, Matteo Novi, in arte Mr. Monkey, Giorgio Pesenti, in arte Okgiorgio, Andrea Ferrara, in arte Sixpm, e Tyrak.

## Promozione

### Singoli
Il primo singolo estratto dall'album, Fuorilegge, è stato pubblicato il 12 febbraio 2025 in concomitanza alla partecipazione della cantautrice al 75º Festival di Sanremo.
Il 30 maggio 2025 è uscito il singolo Victoria's Secret come primo estratto dalla riedizione digitale in collaborazione con Tony Effe.

### Tour
Per promuovere il disco, la cantautrice è stata impegnata in tour che l'ha vista esibirsi in vari festival musicali e nei club italiani ed europei, attraverso un instore tour svoltosi dal 15 al 20 marzo 2025 da Torino a Roncadelle (BS) e la tournée estiva intitolata Radio Vega Summer Tour, svoltasi dal 29 giugno al 21 agosto da Trento a Lignano Sabbiadoro (US). Dal 23 settembre al 3 ottobre si è svolta la The Radio Trilogy Tour, una tournée di quattro date nei palazzetti di Milano, Padova, Roma e Napoli.

## Accoglienza
| Recensione | Giudizio |
| ---------- | -------- |
| Newsic     | 7,25/10  |
| Rockol     | 7/10     |

Claudio Cabona di Rockol descrive il progetto «godibile» sebbene sottolinei che «non vuol dire che il progetto sia tutto-tutto riuscitissimo, alcune canzoni non bucano appieno, si muovono su binari già un po' percorsi», trovandovi nei testi «un lato più emotivo e dark» dell'artista.

## Tracce
Testi e musiche di Andrea Ferrara e Rosa Luini, eccetto dove indicato.
1. Il bacio del serpente (feat. Guè) – 2:12 (Andrea Ferrara, Cosimo Fini, Reno Cano, Rosa Luini)
2. Millionaire – 2:29 (Andrea Ferrara, Vincenzo Liguori, Rosa Luini)
3. No vabbè (feat. Lazza) – 2:40 (Andrea Ferrara, Jacopo Lazzarini, Rosa Luini, Tarik Belhajjam, Vincenzo Di Bacco)
4. Ancora (feat. Geolier) – 3:08 (Andrea Ferrara, Jacopo Lazzarini, Rosa Luini, Emanuele Palumbo, Vincenzo Liguori, Tarik Belhajjam, Vincenzo Di Bacco)
5. Musica per dimenticare – 2:46
6. Patrick Bateman – 2:22 (Andrea Ferrara, Rosa Luini, Andrea Gamba)
7. Lacrimogeni (feat. Chiello) – 3:30 (Andrea Ferrara, Rosa Luini, Matteo Novi, Rocco Modello)
8. Fuorilegge – 3:41 (Andrea Ferrara, Rosa Luini, Federica Abbate, Cripowski)
9. Bop (feat. Fabri Fibra) – 2:33 (Andrea Ferrara, Rosa Luini, Fabrizio Tarducci, Federico Palana)
10. Smith & Wesson – 3:16 (Andrea Ferrara, Rosa Luini, Fausto Cigarini)
11. Tu sai – 3:02
12. WTF – 2:58
13. L'amore è un serial killer – 2:30

Traccia bonus nell'edizione streaming
1. Victoria's Secret (feat. Tony Effe) – 3:14 (testo: Rosa Luini, Nicolò Rapisarda, Vincenzo Liguori – musica: Andrea Ferrara, Giorgio Pesenti, Ludovico Marino)

## Classifiche
| Classifica (2025) | Posizione massima |
| ----------------- | ----------------- |
| Italia            | 1                 |
| Svizzera          | 91                |